# Piz dal Märc
Der Piz dal Märc (von lateinisch marcidus für morsch (bröckeliger Fels)) ist ein Berg im Schweizer Kanton Graubünden.
Der Gipfel liegt auf einer Höhe von 2947 m ü. M. in der Gemeinde Bregaglia.
Der Berg liegt nördlich von Soglio, zwischen dem Pizzun und dem Piz da Cävi im Westen und dem Piz Duan im Osten.